# Câmpuri lângă mare
Câmpuri lângă mare este o pictură în ulei pe pânză din 1889 realizată de pictorul francez Paul Gauguin. Se mai numește Peisaj din Bretania. Pictura este expusă la Nationalmuseum din Stockholm.
În anii 1880, Paul Gauguin a vizitat ocazional Bretania, unde a fost impresionat de peisaj și de tradițiile locale. Această pictură arată o parte reală a coastei, într-o interpretare subiectivă în care efectele decorative ale câmpurilor de culoare și ale contururilor sunt elementul cheie. Secțiunile portocalii au umbre într-un albastru contrastant. Acest nou stil a fost numit sintetism. În toamna anului 1892, artistul Richard Bergh a cumpărat tabloul de la soția daneză a lui Gauguin. Această pictură a inspirat mulți artiști suedezi.